# 올레흐 랴슈코

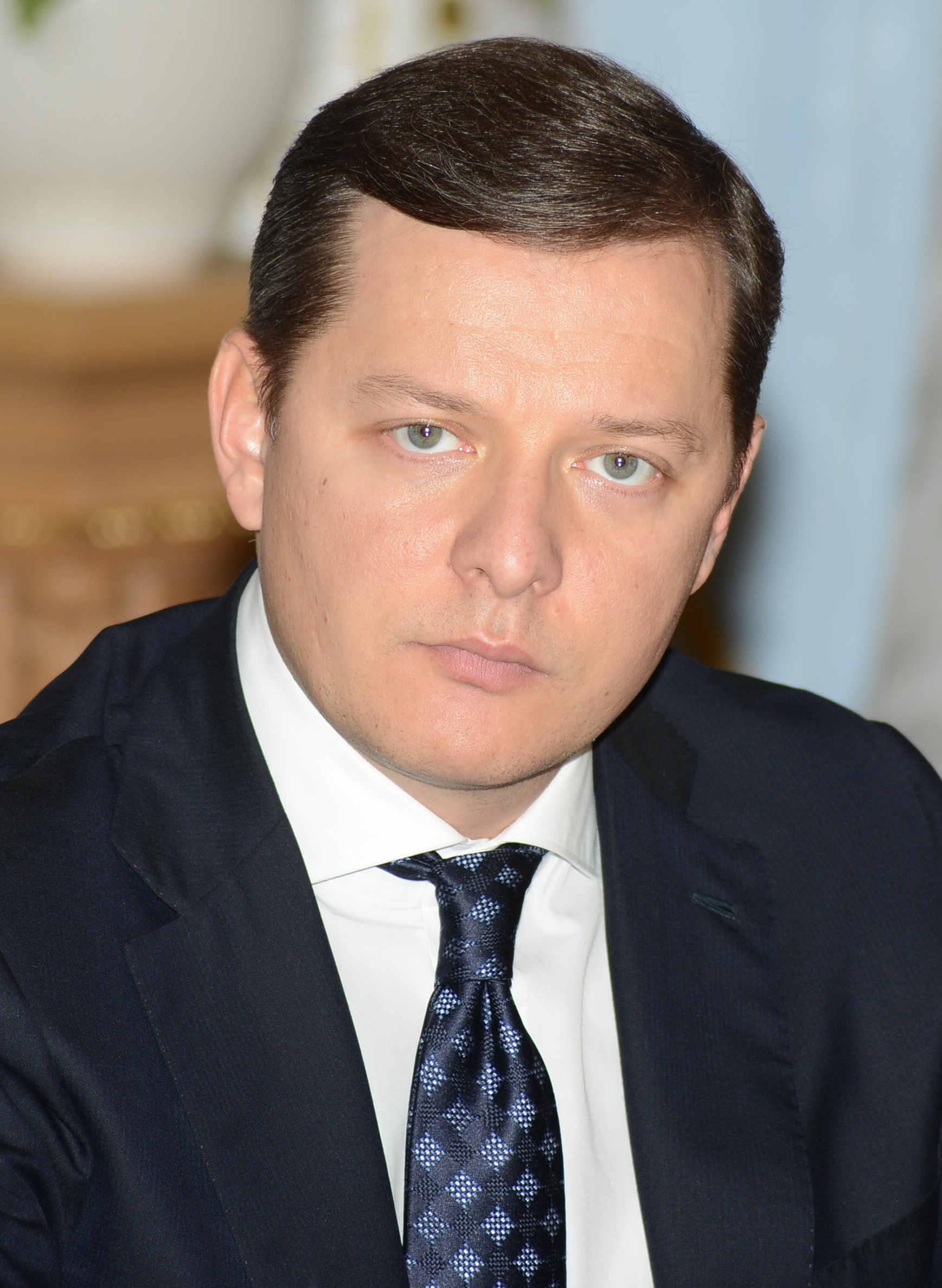
올레흐 랴슈코

올레흐 발레리노비치 랴슈코(우크라이나어: Олег Валерійович Ляшко, 1972년 12월 3일 ~ )는 우크라이나의 정치인, 언론인이다. 최고 라다 의원, 올레흐 랴슈코의 급진당 대표를 역임했다.

## 생애
체르니히우에서 태어났지만 어머니와 함께 루한스크주 스타로빌스크구에서 성장했다. 2세 시절에 부모가 이혼하면서 어머니에 의해 고아원으로 보내졌다. 기숙학교 3곳에 재학하면서 집단 농장에서 목동으로 근무했고 중등교육 과정을 마친 이후에 대학교에서 트랙터 운전을 연구했다.
1990년부터 1992년까지 우크라이나 키예프에 본사를 둔 신문사에서 특파원으로 근무했고 1995년에는 신문 《폴리티카》, 《프라우다 우크라이나》의 편집자로 근무했다. 1996년에는 《폴리티카》의 편집장으로 임명되었고 1998년에는 흐리호리 스코보로다 하르키우 주립 교육 대학교 법학과를 졸업했다.
2006년 5월부터 2012년 12월까지 율리야 티모셴코 블록 소속 우크라이나 인민대표 의원을 역임했고 2011년 8월에는 우크라이나 급진당 대표로 선출되었다. 2014년 우크라이나 대통령 선거에서는 득표율 8.32%를 기록하면서 3위를 기록했고 2014년 우크라이나 총선에서는 급진당이 22석을 기록하는 성과를 냈다.